# Grand Saline
Grand Saline es una ciudad ubicada en el condado de Van Zandt en el estado estadounidense de Texas. En el Censo de 2010 tenía una población de 3.136 habitantes y una densidad poblacional de 572,22 personas por km².

## Geografía
Grand Saline se encuentra ubicada en las coordenadas 32°40′40″N 95°42′40″O / 32.67778, -95.71111. Según la Oficina del Censo de los Estados Unidos, Grand Saline tiene una superficie total de 5.48 km², de la cual 5.43 km² corresponden a tierra firme y (0.9%) 0.05 km² es agua.

## Demografía
Según el censo de 2010, había 3.136 personas residiendo en Grand Saline. La densidad de población era de 572,22 hab./km². De los 3.136 habitantes, Grand Saline estaba compuesto por el 86.42% blancos, el 0.7% eran afroamericanos, el 0.77% eran amerindios, el 0.41% eran asiáticos, el 0.06% eran isleños del Pacífico, el 9.66% eran de otras razas y el 1.98% pertenecían a dos o más razas. Del total de la población el 20.89% eran hispanos o latinos de cualquier raza.